# Xã Moose Lake, Quận Beltrami, Minnesota
Xã Moose Lake (tiếng Anh: Moose Lake Township) là một xã thuộc quận Beltrami, tiểu bang Minnesota, Hoa Kỳ. Năm 2010, dân số của xã này là 226 người.